# Námesztó
Námesztó (szlovákul Námestovo, lengyelül Namiestowo) város Szlovákiában, a Zsolnai kerület Námesztói járásának székhelye. Szlanica megmaradt területe tartozik hozzá.

## Fekvése
Alsókubintól 30 km-re északkeletre, az Árvai-víztározó északnyugati partján fekszik.

## Nevének eredete
Neve a szláv Námest személynévből ered és Námest udvarháza jelentésű.

## Története
A községet a Krakkó vidéki törzsi területről származó viszlán (lengyel) eredetű Randa András szabad soltész alapította, aki Lengyelországból menekült az 1548–1554 között zajló kozák–lengyel háború utolsó esztendejében. A közép-árvai területen létrejövő telep létezését Thurzó Ferenc 1557. május 6-i Randa Andrásnak adományozott soltészlevele legalizálta. Randa András leszármazottai utóbb a Námesztói nevet, majd a Veszele községbe áttelepülő ükunokája – Námesztói György – 1657-től a Weszelovszky nevet használta.
A település nevét 1593-ban „Námestowje”, „Námestovo” formában írják. Árva várának jobbágyfaluja volt. A Thurzók 1612-ben evangélikus templomot építettek, vásáros hely lett. 1624-ben még csak mintegy 200 lakosa volt. 1625-ben „Námestov” alakban említik a korabeli források. Az 1671. évi Habsburg-ellenes felkelés kiinduló helyszíne lett. A felkelés vezére a rövid ideig itt tartózkodó zempléni magyar nemes, Pika Gáspár lett, akit később 25 társával együtt kivégeztek. A 18. században az ellenreformáció árvai központja, ekkor sok zsidó család is letelepedett a városban. A gyolcs-, vászonszövés és -kereskedés központja. Városi és vásáros jogait 1776-ban Mária Terézia szentesítette.
A 18. század végén Vályi András így ír róla: „NÁMESZTO. Privilegiált Tót mező Város Arva Várm. földes Ura a’ K. Kamara, egy nagy Templom, és szép Kastély ékesítik, lakosai katolikusok, vásárok is szoktak benne esni, fekszik a’ felső járásban, postája is van, határja közép termékenységű, vagyonnyai jók, és külömbfélék, el adásra alkalmatos módgyok van.”
Fényes Elek 1851-ben kiadott geográfiai szótárában így ír a városról: „Námesztó, tót m. város, Árva vmegyében, az Árva vize bal partján: 1492 kath., 176 zsidó lak. Kath. paroch. templom. Synagóga. Vendégfogadó. Sörfőzőház. Több vizimalmok. Falerakóhely. Lakosai kevés rozsot, több zabot, hires jóságu burgonyát, lent, kendert termesztenek. Gyolcs-kereskedésök nevezetes. Sessiója 109 3/8. F. u. az árvai uradalom. Ut. p. Rosenberg.”
Trianonig Árva vármegye Námesztói járásának székhelye volt.
1920 után a szlovák nemzeti művelődés egyik központja, itt alkotott Hviezdoslav is. Két malom, fűrésztelep, téglagyár is működött a területén és pénzintézete is volt. 1943-ban tűzvész pusztította, a második világháborúban a város 60%-a elpusztult. Később jelentősége ismét megnőtt.

## Népessége
| Év:            | 1994. | 2004.   | 2014.   | 2024.   |
| -------------- | ----- | ------- | ------- | ------- |
| Emberek száma: | 7839  | 8111    | 7888    | 7355    |
| Eltérés:       |       | +3,46 % | -2,74 % | -6,75 % |

| Év:            | 2023. | 2024.   |
| -------------- | ----- | ------- |
| Emberek száma: | 7465  | 7355    |
| Eltérés:       |       | -1,47 % |

1715-ben 560 lakosa volt.
1778-ban 791 lakosa volt.
1828-ban 169 házában 1668 lakos élt.
1910-ben 1577-en lakták, ebből 1271 szlovák, 158 német és 140 magyar.
2001-ben 8135 lakosából 8025 szlovák volt.
2011-ben 7936 lakosából 7488 szlovák.

## Neves személyek
- Itt született 1818-ban a Námesztót alapító Randa András soltész kései leszármazottja: dr. Weszelovszky Károly Árva megyei magyar főorvos, árvaváraljai uradalmi orvos, az Országos Közegészségi Tanács rendkívüli tagja, a modern orvosstatisztika egyik úttörője, az árvaváraljai meteorológiai állomás alapítója, nemzetközi meteorológiai megfigyelő, a kiegyzés utáni magyar egészségügyi reformok élharcosa és egyik kidolgozója.[6]
- Itt született 1902-ben Radó László színész, színigazgató.
- Itt született 1968-ban Ivan Uhliarik szlovák politikus, orvos, egészségügyi miniszter.
- Szlanicán született 1727-ben Bernolák András jezsuita rendi pap, tanár.
- Szlanicán született 1762. október 3-án Anton Bernolák római katolikus pap, nyelvész.
- Szlanicán született 1861. szeptember 25-én Ignác Kaviak irodalomtörténész.
- Szlanicán született 1867-ben Türk Sándorné író, fényképész.
- Szlanicán született 1877. augusztus 22-én Szabó Ervin szociológus, könyvtárigazgató, a munkásmozgalom harcosa.

## Nevezetességei
- Római katolikus temploma 1656 és 1659 között Szent Simon és Júdás apostolok tiszteletére épült, eredetileg evangélikus templom volt. Még 1716 előtt átépítették, a 19. század elején bővítették.
- A templom közelében 1758-ban készített barokk Mária-oszlop és 1818-ban készült fakereszt áll.
- A határában levő Árvai-víztározót 1941 és 1954 között építették. Öt falut árasztottak el az építés során. Partján üdülőtelep alakult ki.
- Szlanica temploma 1766-ban épült barokk stílusban, 1843-ban klasszicista stílusban alakították át.

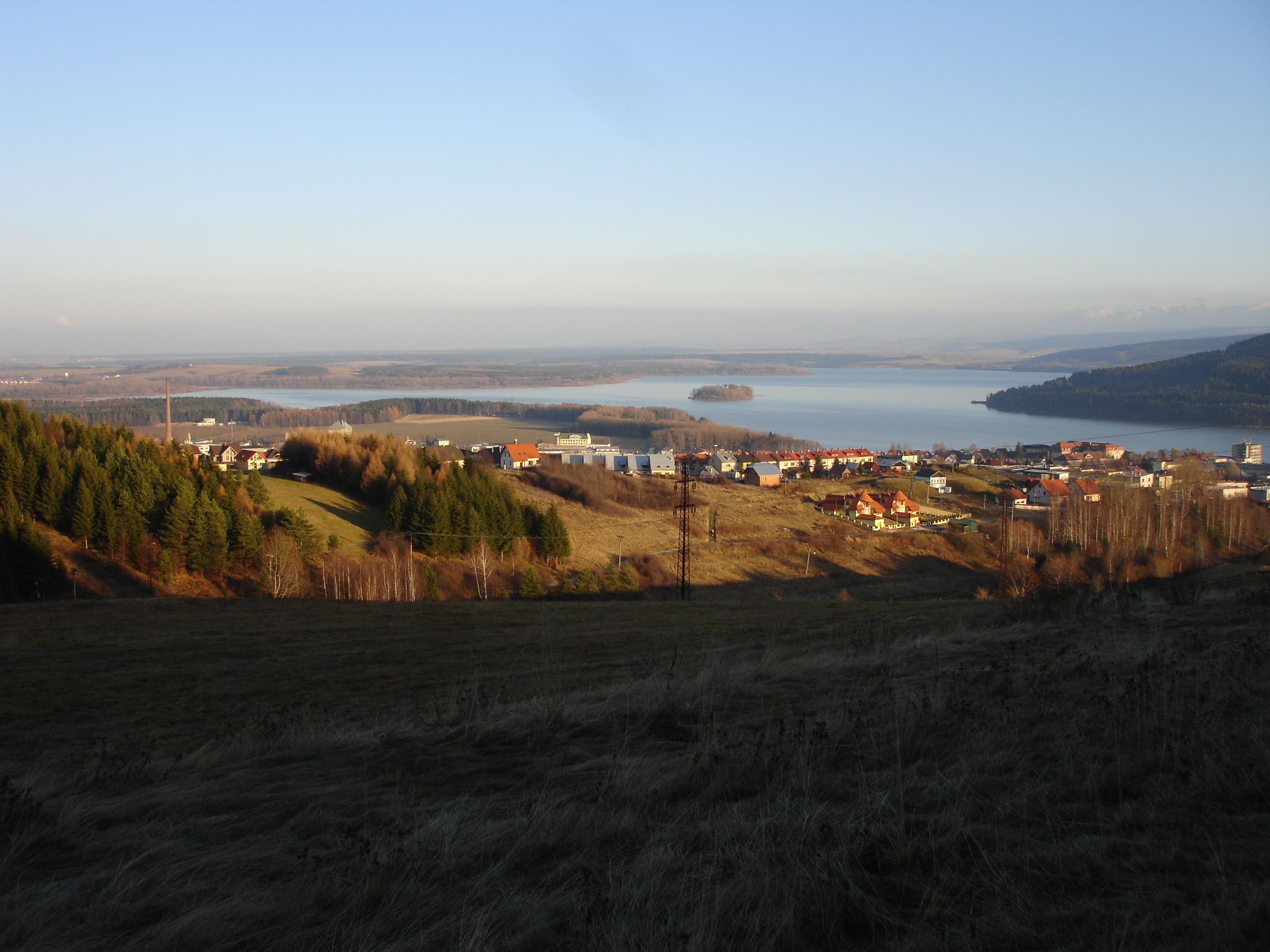
Őszi látkép

## További információk

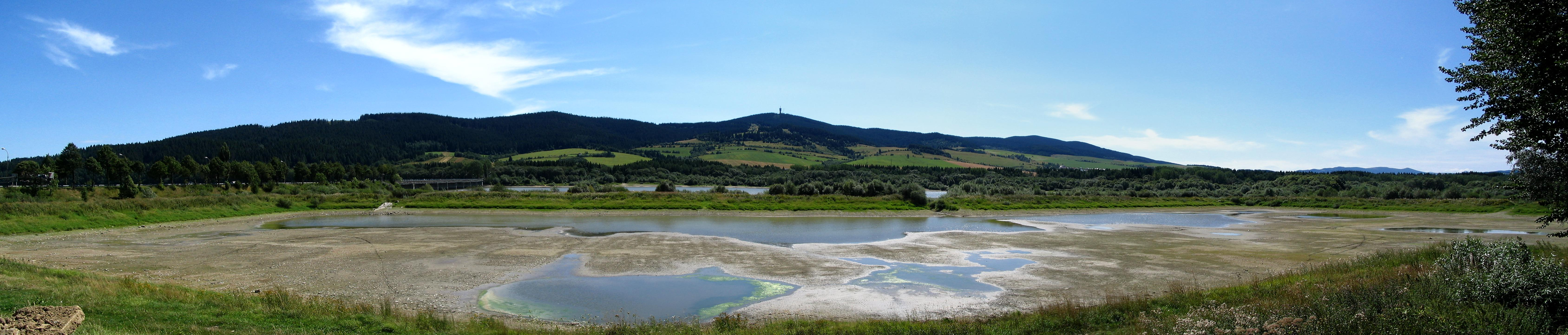
A námesztói hegyek panorámája

## Lásd még
- Szlanica